# Jonsbergs församling
Jonsbergs församling är en församling i Linköpings stift inom Svenska kyrkan. Församlingen ingår i Östra Vikbolandets pastorat och ligger i Norrköpings kommun i Östergötlands län.

## Administrativ historik
Församlingen bildades på 1500-talet som kapellförsamling genom en utbrytning ur Häradshammars församling. 
Församlingen var till 1 maj 1867 annexförsamling (kapellförsamling till omkring 1720) i pastoratet Häradshammar och Jonsberg, för att från 1 maj 1867 till 1962 utgöra ett eget pastorat. Från 1962 är församlingen annexförsamling i pastoratet Östra Husby, Häradshammar, Jonsberg, Östra Ny och Rönö. Församlingen införlivade 1 januari 2010 Östra Ny och Rönö församlingar.

## Kyrkoherdar
| Ämbetstid | Namn                           | Levnadstid | Övrigt                                        |
| --------- | ------------------------------ | ---------- | --------------------------------------------- |
| 1867–1876 | Karl Filip Linde               | 1816–1882  | Senare kyrkoherde i Gammalkils församling.    |
| 1876–1891 | Israel Kinnander               | 1833–1928  | Senare kyrkoherde i Häradshammars församling. |
| 1892–1914 | Konrad Leonard Asproth         | 1848–1914  |                                               |
| 1915–     | Johan Nordmark                 | 1856–      |                                               |
| 1927–1942 | Titus Lambertz                 | 1880–1948  | [ 6 ] [ 7 ]                                   |
| 1948–1955 | Hjalmar Gunnar Rudolf Odelborn | 1903–      | [ 8 ]                                         |

### Komministrar
| Ämbetstid | Namn                      | Levnadstid | Övrigt                                       |
| --------- | ------------------------- | ---------- | -------------------------------------------- |
| 1603-1622 | Arvidus Jonae             | -1622      |                                              |
| 1624-1629 | Georgius Laurinus         | 1590-1629  |                                              |
| 1630-1634 | Philippus Bononius        | 1593-1669  | Senare kyrkoherde i Locknevi församling.     |
| 1635-1651 | Bothvidus Magni           | -1651      |                                              |
| 1646–1651 | Laurentius Andreae        | –1651      |                                              |
| 1652-1654 | Jonas Mollilinus          | -1658      | Senare komminister i Skällviks församling.   |
| 1652–1657 | Andreas Laurentii Lundius | –1657      |                                              |
| 1658–1674 | Haquinus Petri Rosenius   | 1628–1674  |                                              |
| 1661      | Olaus Landelius           |            | Senare komminister i Östra Ny församling.    |
| 1675–1695 | Nicolaus Aschanius        | 1651–1708  | Senare kyrkoherde i Styrestads församling.   |
| 1695–1703 | Johannes Fagrelius        | –1703      |                                              |
| 1704–1713 | Andreas Aschander         | –1713      |                                              |
| 1713–1720 | Andreas Malmér            | –1720      |                                              |
| 1720–1759 | Lars Burselius            | 1683–1759  |                                              |
| 1760–1768 | Aaron Gustafsson          | 1725–1768  |                                              |
| 1769–1775 | Petrus Kindmark           | 1724–1775  |                                              |
| 1777      | Benct Sylvenius           | 1737–1777  |                                              |
| 1778–1818 | Benct Westerlind          | 1740–1818  |                                              |
| 1818      | Per Olof Westerlind       |            | Senare kyrkoherde i Ukna församling.         |
| 1836      | Lars Herman Phalén        |            | Senare kyrkoherde i Gladhammars församling.  |
| 1849–1861 | Carl Edvard Öhrvall       |            | Senare kyrkoherde i Östra Stenby församling. |

## Organister och klockare
| Ämbetstid | Namn                           | Levnadstid | Övrigt                |
| --------- | ------------------------------ | ---------- | --------------------- |
| 1678      | Olof                           |            | Klockare              |
| 1679-1689 | Nils                           |            | Klockare              |
| 1681-1682 | Arvid                          |            | Organist              |
| 1692-1695 | Petter                         |            | Organist              |
| 1691-1709 | Tideman (Timan)                |            | Klockare              |
| 1703-1743 | Rael Månsson                   | -1743      | Organist och klockare |
| 1739-1742 | Petter Abrahamsson             |            | Organist              |
| 1743-1777 | Samuel Bergstrand              | 1716-1777  | Organist och klockare |
| 1778-1810 | Johan Peter Bergstrand         | 1763-1810  | Organist och klockare |
| 1810-1828 | Anders Pettersson              | 1777-1828  | Organist och klockare |
| 1829-1850 | Gustav Lindholm                | 1807-1850  | Organist och klockare |
| 1852-1894 | August Wilhelm Wallén          | 1820-1894  | Organist och klockare |
| 1894-1895 | John Cederlund                 | 1880-1971  | Organist              |
| 1895-1899 | Lars Cyriaeus Fredin           | 1854-1941  | Organist och klockare |
| 1899-1914 | Bertha Augusta Kristina Tåhlin | 1856-1914  | Organist och klockare |

## Kyrkor
- Jonsbergs kyrka
- Östra Ny kyrka
- Rönö kyrka